# جام حذفی فوتبال نروژ
 جام حذفی فوتبال نروژ  (به نروژی: Norgesmesterskapet i fotball for herrer)مسابقاتی است که به صورت حذفی در کشور نروژ از سال ۱۹۳۱ میلادی تاکنون برگزار می‌شود. این جام از ۲۸۱ تیم که از سراسر کشور نروژ در آن شرکت می‌کنند برگزار می‌شود.
باشگاه فوتبال روزنبورگ و
باشگاه فوتبال اود با ۱۲ قهرمانی پرافتخارترین تیم این سری مسابقات به حساب می‌آیند.